# بلدة مانسيلونا (ميشيغان)
مانسيلونا (بالإنجليزية: Mancelona Township, Michigan)‏ هي بلدة تقع بولاية ميشيغان في الولايات المتحدة. تبلغ مساحتها 184.9 (كم²)، وترتفع عن سطح البحر 408 م، بلغ عدد سكانها 4400 نسمة في عام تعداد الولايات المتحدة 2010 حسب إحصاء مكتب تعداد الولايات المتحدة وتصل الكثافة السكانية فيها 23.9 نسمة/كم2.

## وصلات خارجية
- www.mancelonatownship.com
- The US50 - Cities and Towns in Michigan State
- Michigan Cities and Towns, Facts, Map, Flag, Colleges, Government, and More